# Бат (Нідерланди)
Бат (нід. Bath) — село в нідерландській провінції Зеландія. Входить до муніципалітету Реймерсвал.
Його площа становить 0,07 км², а населення станом на 2021 рік складало 85 осіб.
Перша згадка про населений пункт датується 1325 роком.
До 1878 року мало статус окремого муніципалітету.

## Галерея

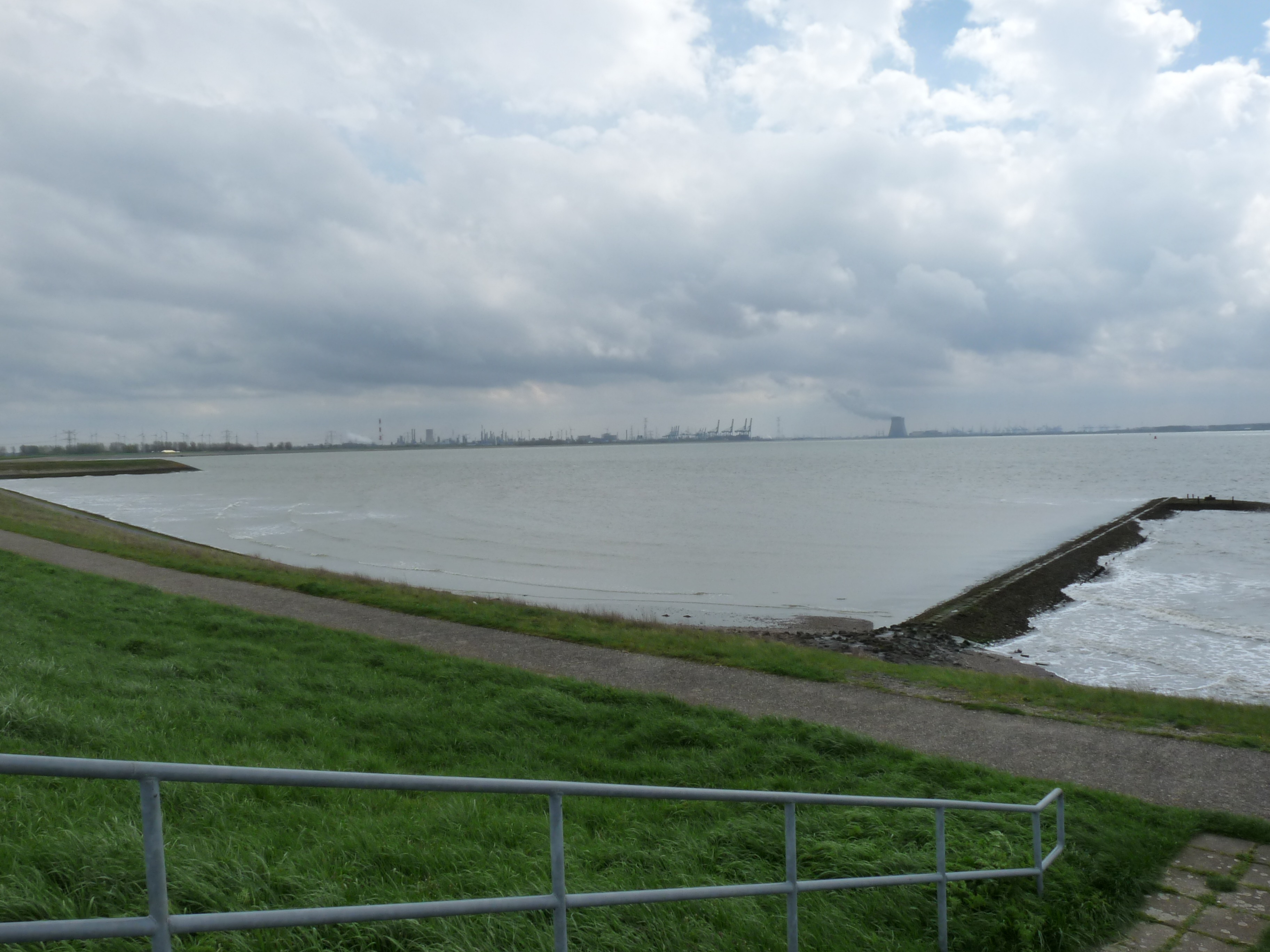
Вид на Шельду із Бата
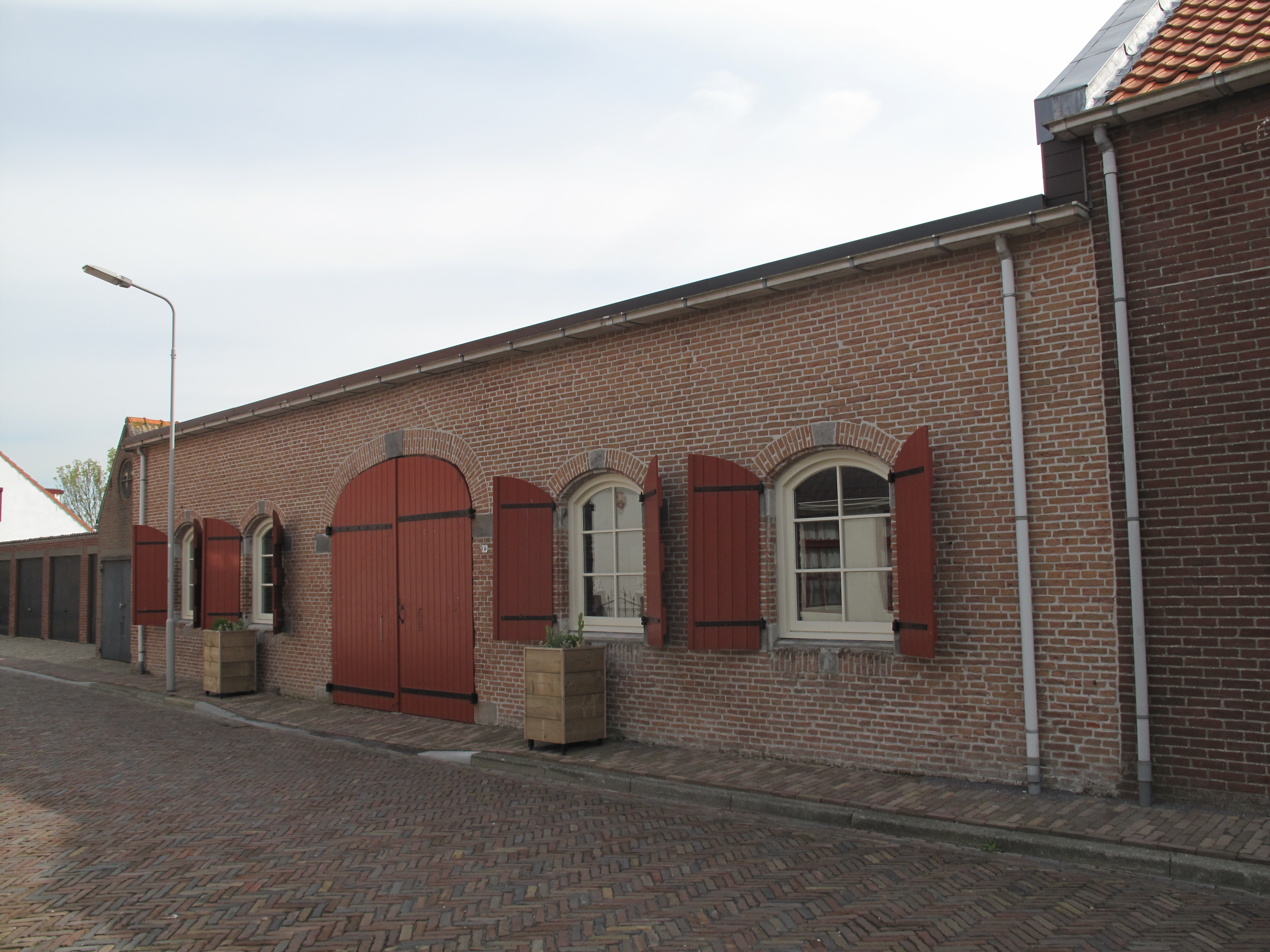
Будівля колишнього арсеналу
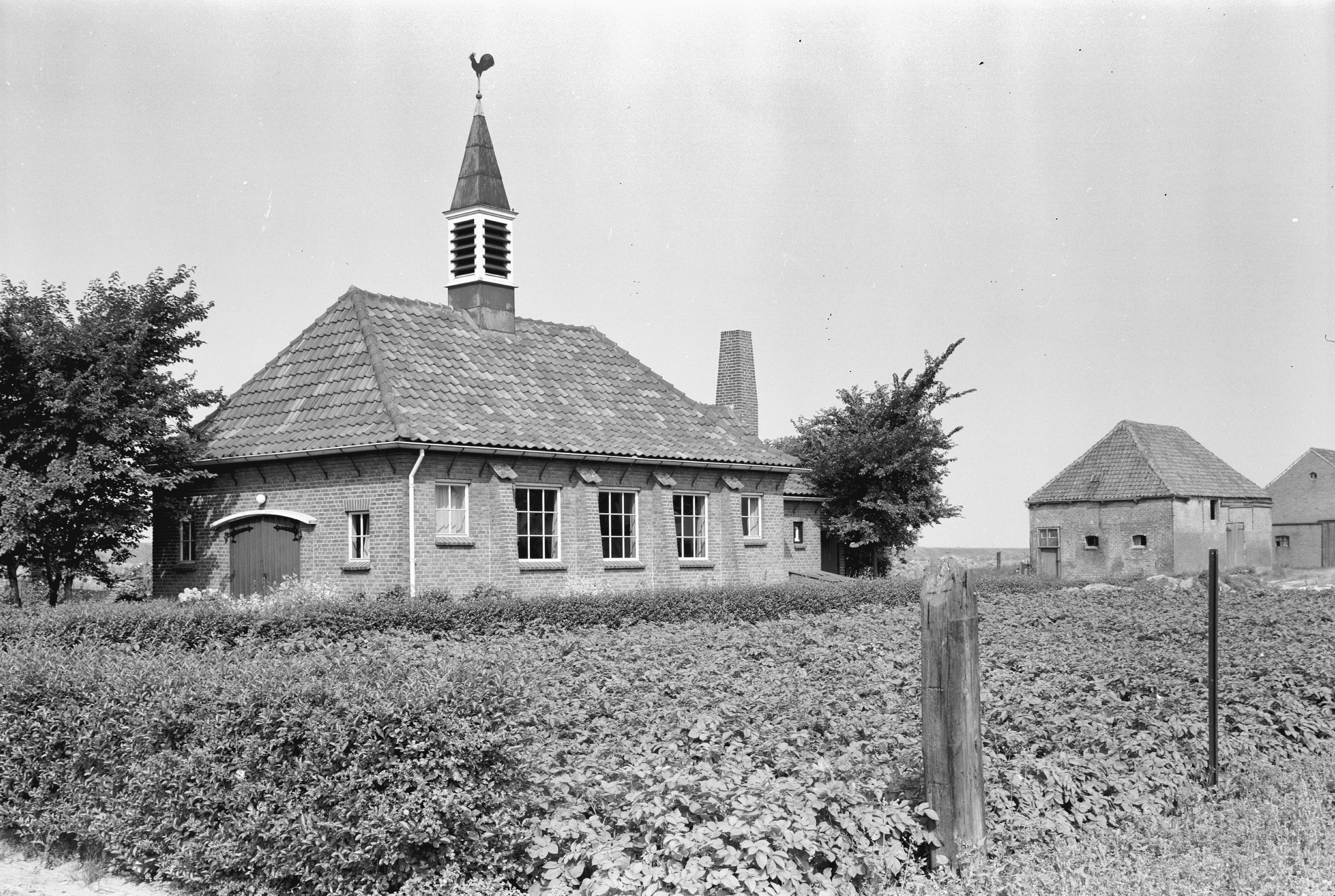
Церква у селі